# アスコン
株式会社アスコン（ASCON Co.,Ltd.）は、広島県福山市に本社を置く、印刷広告からインターネット広告まで各種広告を手掛ける広告代理店、およびタウン情報誌等の出版会社である。青山商事の連結子会社。

## 会社概要
印刷広告からインターネット広告まで様々な種類の広告を手掛ける。主に電波媒体よりも印刷媒体が中心である。
同社が開発したチラシ広告制作ソフト「ちらしっ子」は、DTPで独自のチラシがつくれることなどから、高い評判を得ている。
主に小売業との関係が密接な企業でもある。日本のタクシー事業者向けのAndroidタブレット端末（無線配車用および広告用）も販売している。
地元を福山を中心としたタウン情報誌や各種出版物の規格・製作も行っている。福山を中心に広島や岡山に関する地元情報誌の刊行が多い。
2021年9月、全国の小中学生に学習端末を配布する「GIGAスクール構想」の一環で、名古屋市教委が配布したアスコン社製PC（GIGAスクール構想対応版PC：AT-08）の2万8700台のうち、約1300台で電源が入らない不具合を発端に、その後も8600台以上で続々と不具合が確認されたため、全台を新たに製造する端末と入れ替える方針を発表した。

## ウインク
アスコンが出版する出版物の中でも代表的なもので、タウン情報誌のウインク（WINK）がある。当初は『ウインク福山・備後』のみであったが、『ウインク広島』も刊行されている。

### ウインク福山・備後
広島県福山市を中心に備後地方（特に南部）および岡山県の一部（西南部など）の情報を提供するタウン情報誌。
1986年12月24日創刊。
月刊誌で、毎月1回25日に発行される。
ウインクおよび福山市近辺の情報誌等の製作事務所を福山市明治町に構えている。

### ウインク広島
広島県広島市を中心に広島都市圏の情報を提供するタウン情報誌。
1993年創刊。
月刊誌で、毎月1回23日に発行される。
ウインクおよび広島市近辺の情報誌等の製作事務所を広島市中区中町に構えている。

### ラジオ番組
- ショコラジ feat. Wink（RCCラジオ、毎週13:00 - 14:55）
  - MC：渕上沙紀（中国放送アナウンサー）
    - 過去のMC：久保田夏菜（初代MC）、田村友里（二代目MC）